# ما و آن‌ها
ما و آن‌ها (به انگلیسی: Us and Them)، هفتمین آهنگ (در نسخهٔ ۱۹۹۴ ششمین آهنگ) از گروه پراگرسیو راک انگلیسی پینک فلوید است که در سال ۱۹۷۳ در آلبوم نیمه تاریک ماه منتشر شد. موسیقی این آهنگ توسط ریچارد رایت کیبوردیست گروه ساخته شده و شعر آن را راجر واترز نوشته است و توسط دیوید گیلمور خوانده شده‌است. ریچارد رایت هم به صورت هارمونی در آهنگ می‌خواند. این آهنگ با مدت زمان ۷ دقیقه و ۴۶ ثانیه طولانی‌ترین آهنگ آلبوم به‌شمار می‌رود.
«ما و آن‌ها» در دو آلبوم زندهٔ پینک فلوید با نام‌های تکانه و صدای دلچسب رعد قرار گرفته‌است.همچنین راجر واترز در توری که با نام نیمه تاریک ماه زنده در سال ۲۰۰۶ - ۲۰۰۸ برگزار کرده بود این آهنگ را به اجرا گذاشت و به جای دیوید گیلمور، جان کرین به عنوان خوانندهٔ اصلی آهنگ را می‌خواند.

## مشارکت کنندگان این آهنگ
- دیوید گیلمور – خواننده، گیتار
- ریچارد رایت – کیبورد،اُرگ و خواننده هارمونی
- نیک میسن – پرکاشن
- راجر واترز – گیتار بیس،شعر
- دیک پری - ساکسوفون